# Nichallea soyauxii
Nichallea soyauxii là một loài thực vật có hoa trong họ Thiến thảo. Loài này được (Hiern) Bridson mô tả khoa học đầu tiên năm 1978.